# Ожерелье

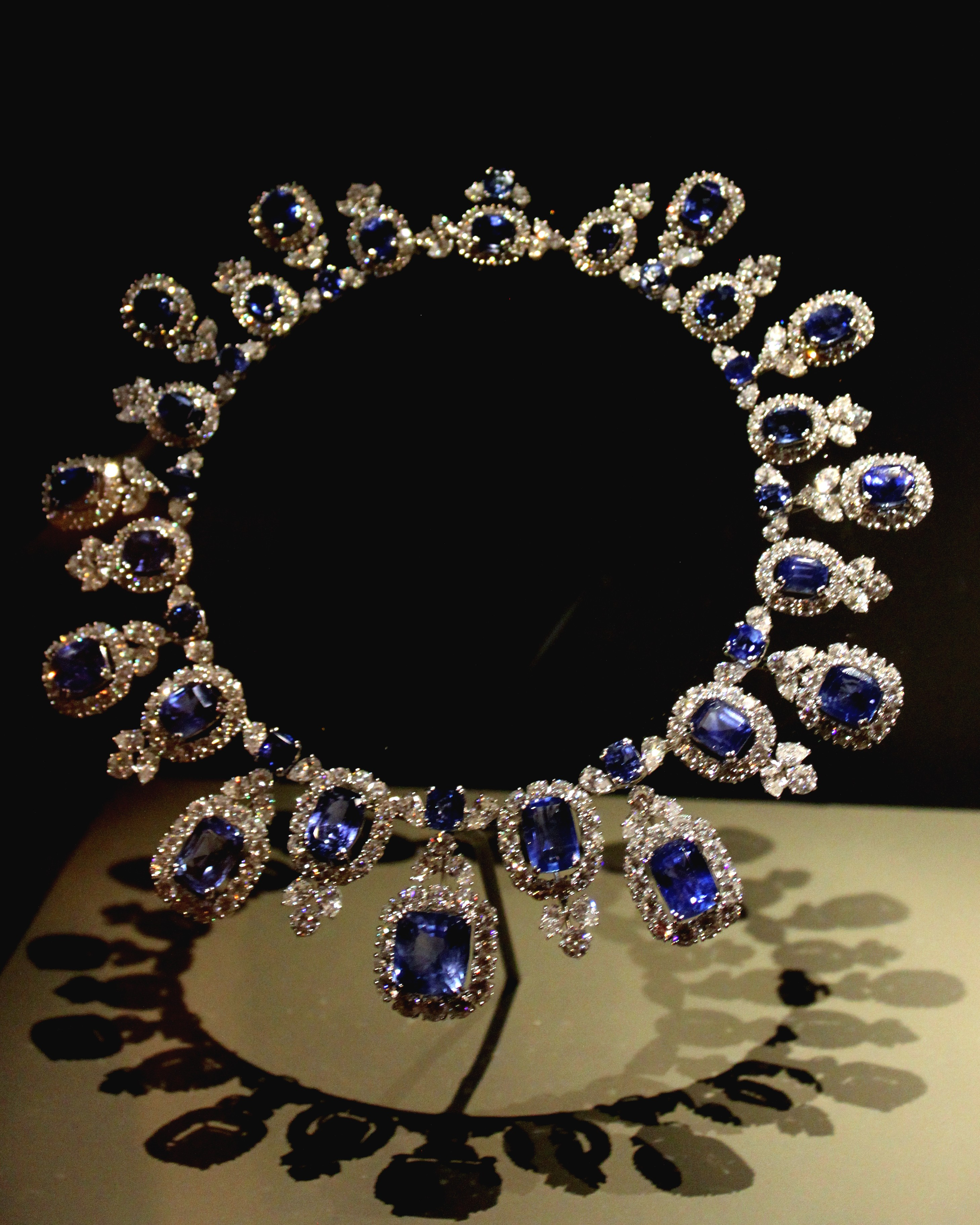
Ожерелье из сапфиров и бриллиантов

Ожере́лье — украшение, носимое вокруг шеи. Ожерелья в виде бус являются одними из древнейших видов украшений, известных людям с эпохи палеолита. В настоящее время ожерелья, как и большинство украшений, носятся преимущественно женщинами, однако исторически во многих культурах шейные украшения носили и мужчины.

## Виды ожерелий
- Бархотка — вид ожерелья-чокера, представляющий собой ленту ткани (чаще всего — бархата) или кружева; приобрели популярность в европейской моде XVIII века и оставались в моде до первых десятилетий XX века. Зачастую к бархатке крепились дополнительные ювелирные украшения в виде бляшек или подвесок.
- Бусы — ожерелье, образованное нанизыванием бусин на основу в виде нити. Бусины могут изготавливаться из жемчуга, стекла (пацьорки), полудрагоценных камней, перламутра (баламуты), металла, пластика и других материалов. Бусы известны с древнейших времен и пользуются популярностью в настоящее время.
- Жазеран (jaseran) — золотая цепь, украшенная розетками с драгоценными камнями. В XVI веке её укладывали в 1—2 ряда вокруг стоячего воротника, произвольно располагая оставшуюся длину на груди.
- Коллар (collar — «ошейник») — историческое мужское ожерелье, известное в Европе со времён Средневековья. Как правило, имеет вид массивной золотой цепи с подвесками. Символизировало власть и статус владельца, например, его титул и звание.
- Колье (collier — «ошейник») — ожерелье с застёжкой, более свободное, чем чокер, и прилегающее к шее. Как правило, подразумеваются ожерелья, изготовленные из драгоценных материалов: золота, платины, бриллиантов, жемчуга, драгоценных камней.
- Кулон — ожерелье, состоящее из подвески или медальона на нити или цепочке. Подвески известны с эпохи палеолита и, вероятно, изначально имели функцию амулета. В настоящее время кулоны являются, наряду с бусами и чокерами, одним из самых распространённых видов ожерелий.
- Монисто — объёмное ожерелье из нескольких рядов бус и подвесков из различных материалов (золото, камни, монеты), расположенных на груди. С древности были известны у многих народов, в том числе славян, удмуртов, туркменов. Исторически имело вид статусной вещи[3].
- Пектораль — историческое нагрудное украшение, вероятно, произошедшее из защитной амуниции воина в древности. Изготавливается, как правило, из металла, скрепляется сзади на шее. Наиболее известна золотая скифская пектораль из кургана Толстая Могила, датированная IV веком до н. э. Напоминающие пекторали ожерелья-оплечья были характерны для культуры Древнего Египта.
- Сотуар (от porter en sautoire — «носить через плечо») — жемчужное колье, состоящее из очень длинных ниток ожерелья или цепочек, либо замкнутых, либо с дополнительными украшениями на концах. Минимальная длина сотуара — 80 см.
- Усех (егип. wsḫ — «широкий») — широкое ожерелье-воротник с нескольким рядом бусин в Древнем Египте. Со стороны спины обычно крепился противовес.
- Фермуар (fermoir, от fermer — «запирать») — ожерелье с драгоценной застёжкой и сама эта застёжка, выступающая в качестве отдельного украшения.
- Чокер (колье-ошейник) — ожерелье, плотно охватывающее шею. Исторически характерны для коренных народов Америки и некоторых народов Африки и Азии (в том числе к чокерам можно отнести высокие ожерелья, вытягивающие шею женщин). В Европе мода на чокеры появилась в эпоху Позднего Средневековья.
- Шейная гривна — историческое украшение в виде золотого, серебряного или медного обруча, носимого на шее. Появилось в бронзовом веке[4]; известно у многих народов, в том числе славян, кельтов (кельтский аналог гривны называется торквес или торк), скифов[5][6], сарматов, персов и других.

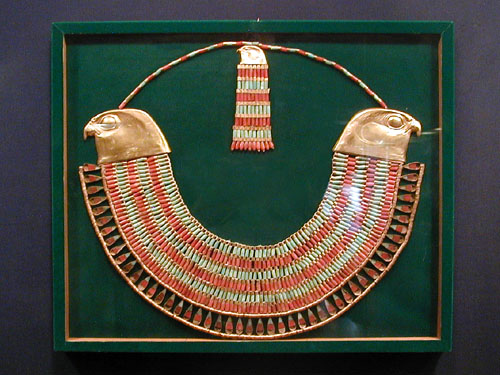
Ожерелье усех египетской принцессы Неферуптах[англ.] (ок. 1860–1814 годы до н.э.), XII династия
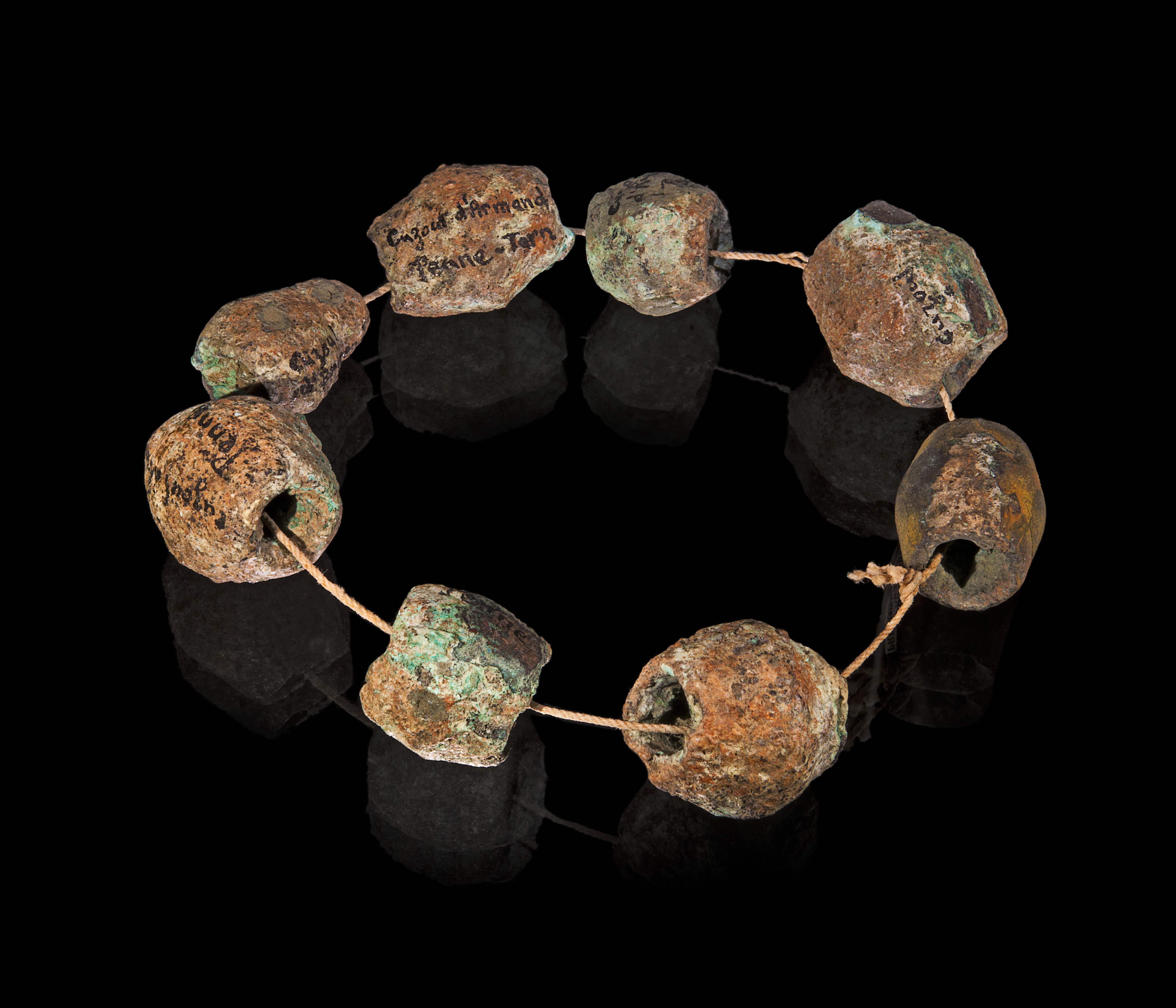
Ожерелье из бронзовых бусин, 1800–1500 годы до н. э.
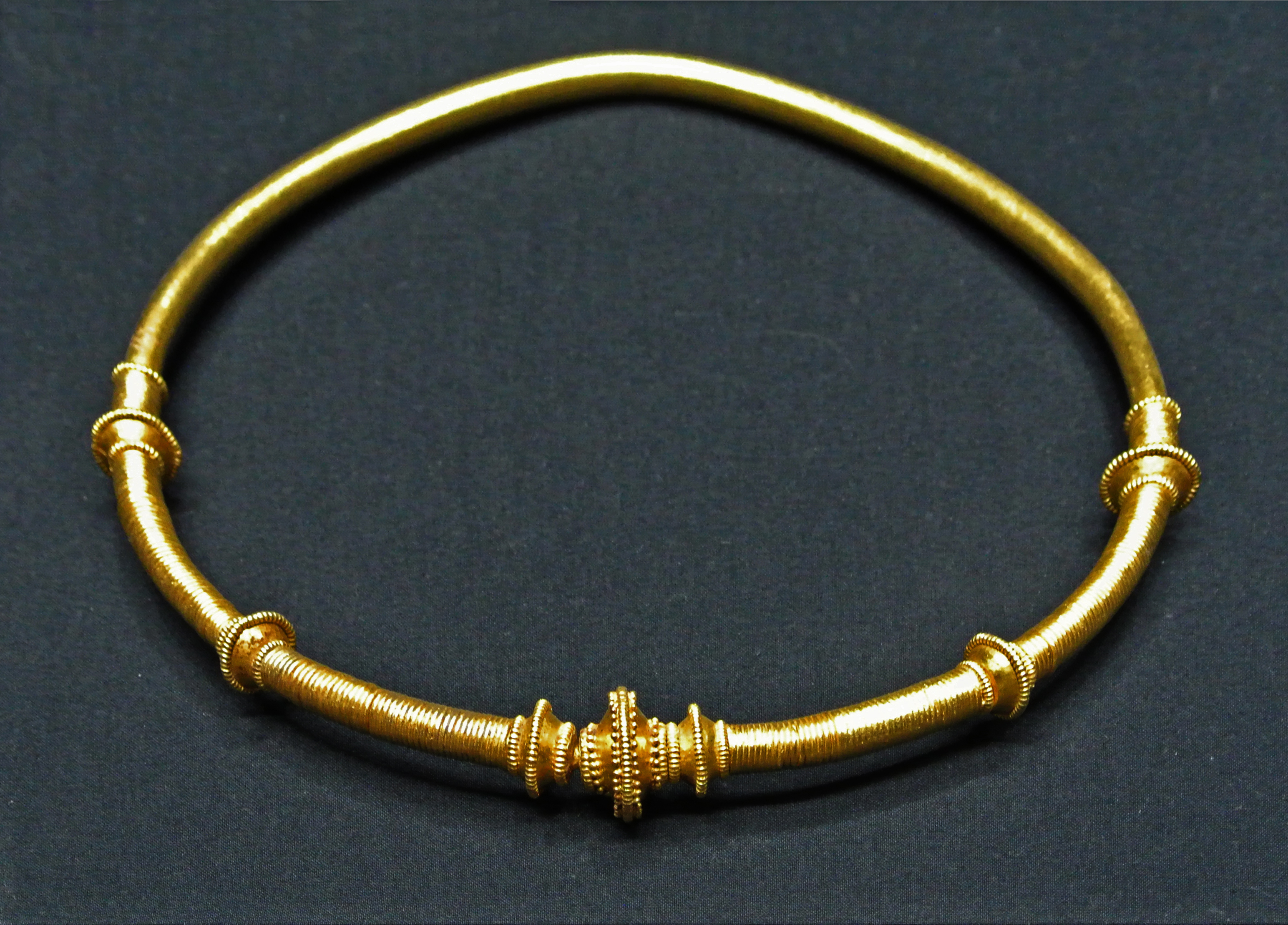
Германское шейное кольцо, ок. 300 года
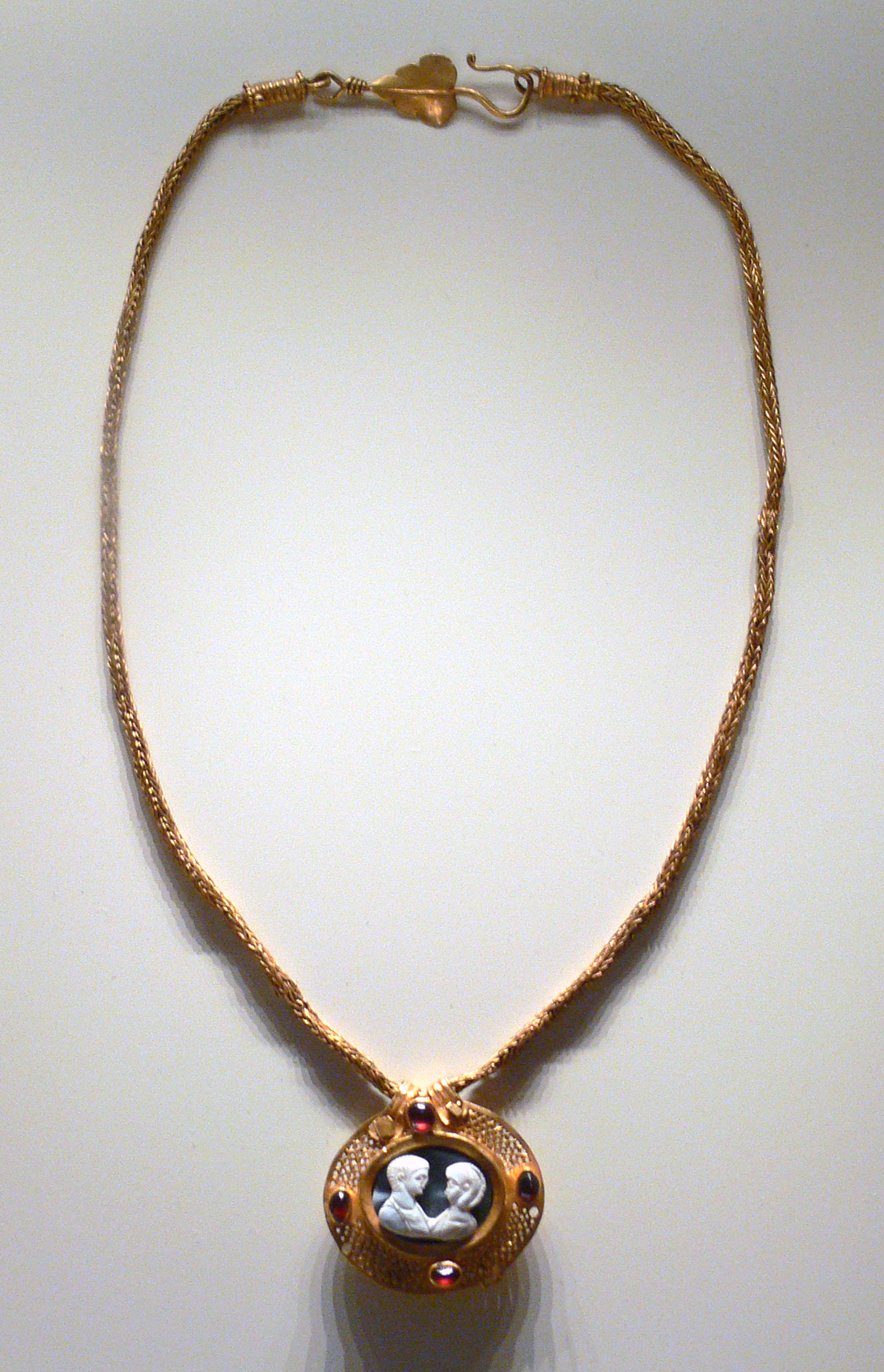
Римское ожерелье с подвеском, украшенным геммой. III–IV века
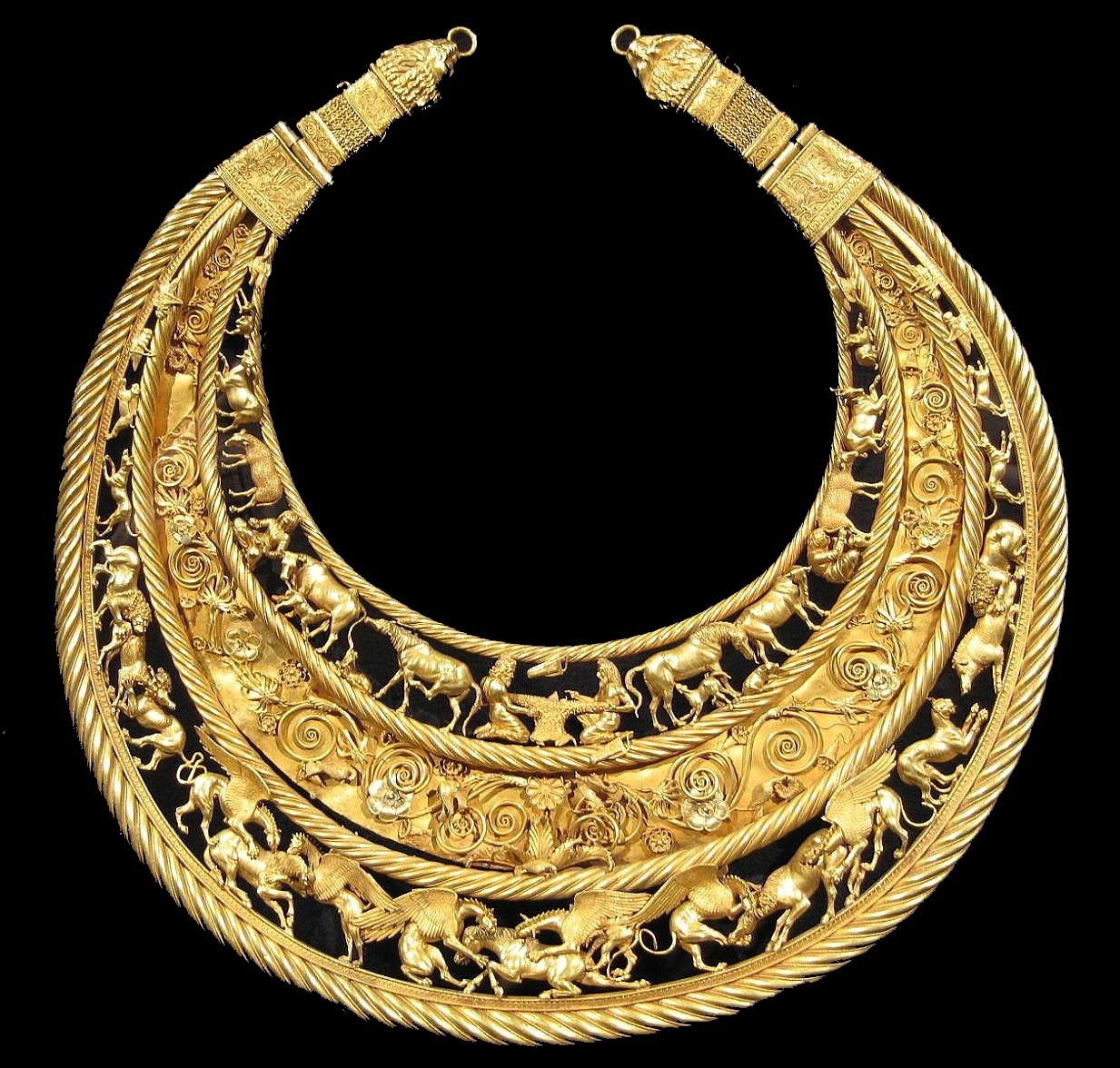
Скифская пектораль из кургана Толстая Могила, IV век до н. э.
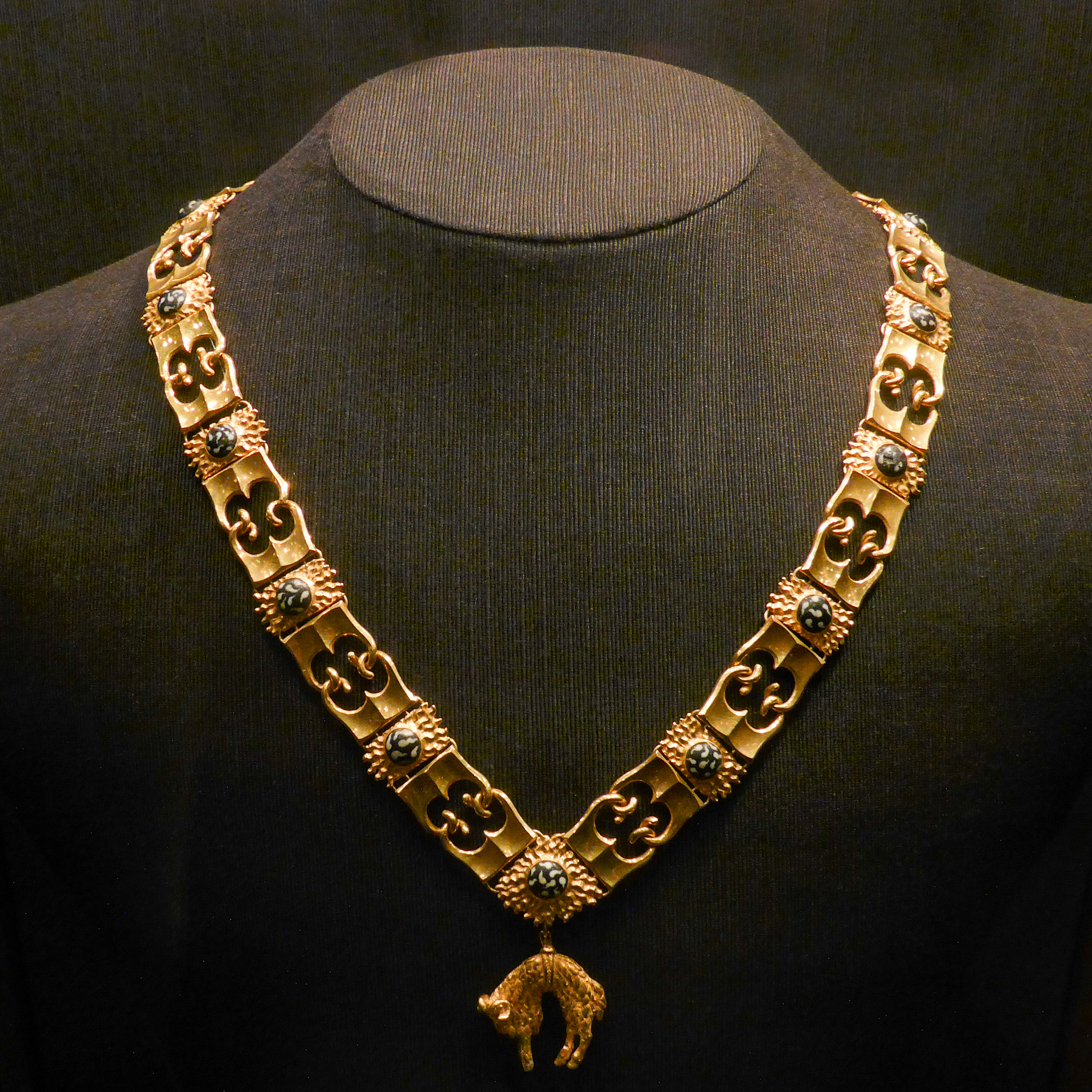
Орден Золотого руна на драгоценной цепи
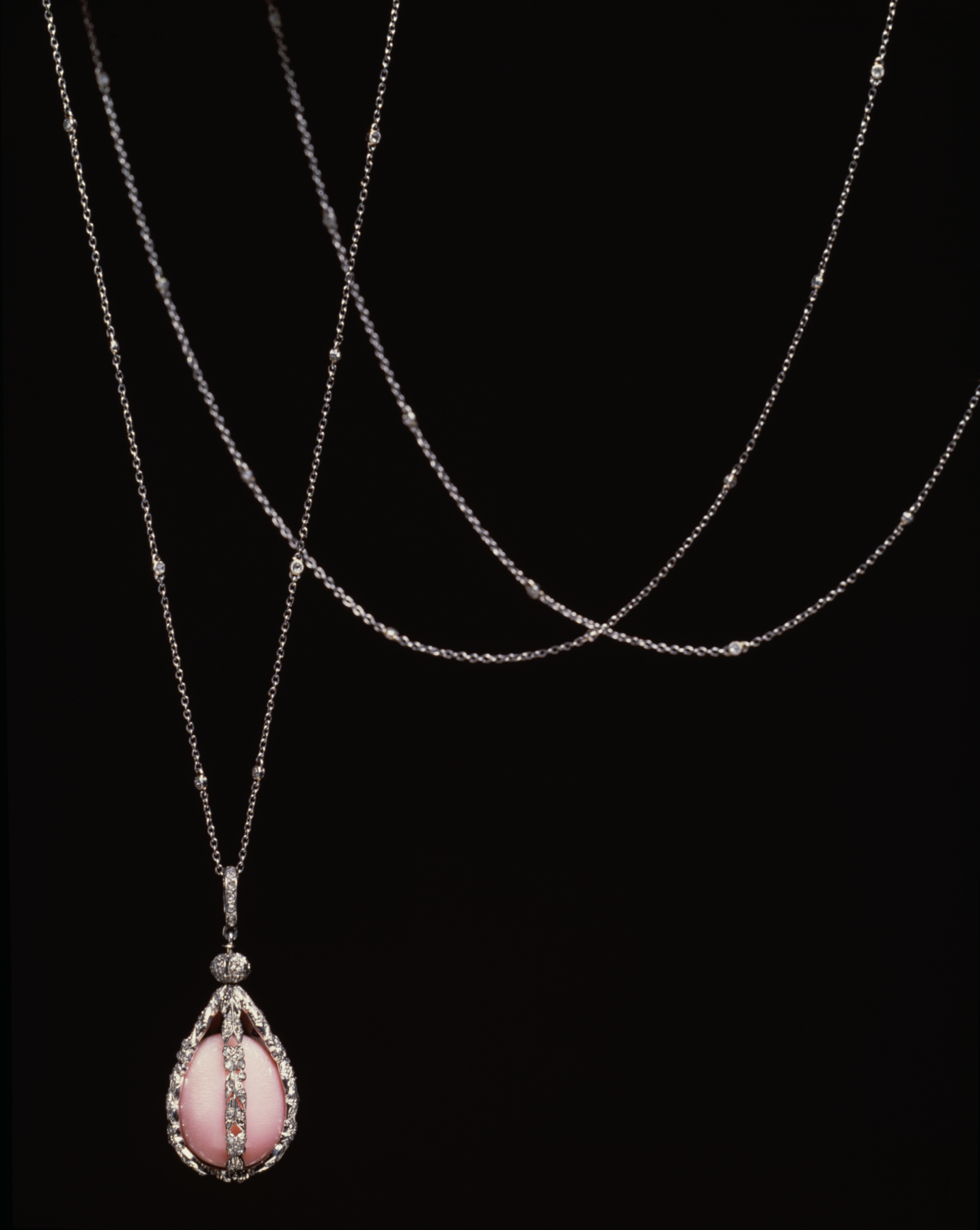
Кулон на тонкой цепочке, Tiffany & Co., 1900–1910 годы

## История

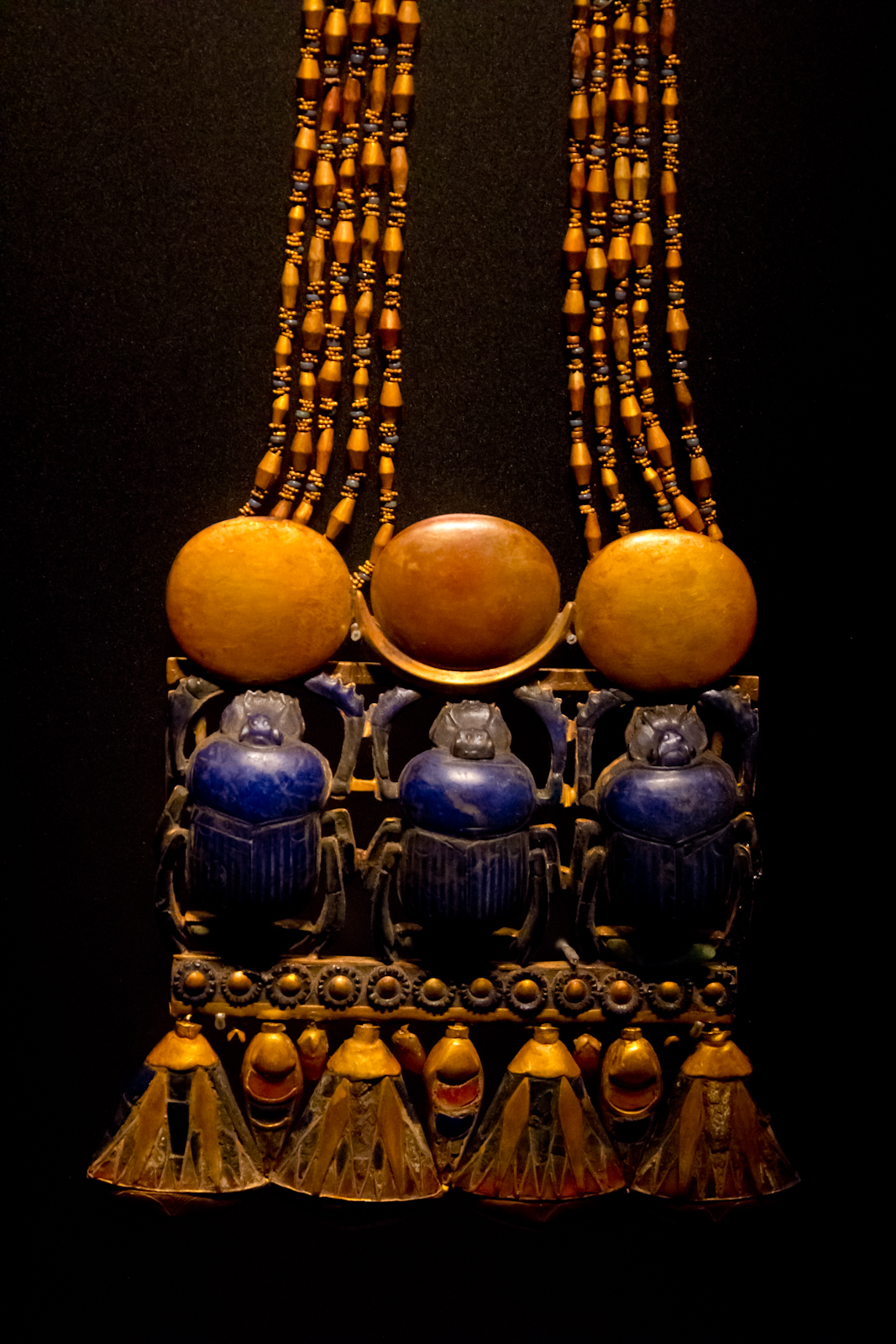
Древнеегипетское ожерелье из гробницы Тутанхамона, II тыс. до н. э.

Древние бусины, являвшиеся частью бус или амулетами-подвесками, известны с каменного века. Древнейшие бусы изготавливались из раковин, цветных камней, янтаря, костей и зубов животных. В медном веке украшения, в том числе ожерелья, начали изготавливать из золота. В захоронении Варненского некрополя, датированном V тыс. до н. э., среди одних их самых ранних золотых изделий в истории, были обнаружены ожерелья-бусы из круглых и продолговатых золотых бусин.
В Древнем Египте знатные мужчины и женщины носили широкие ожерелья-оплечья или пекторали из золота и цветных бусин. Ожерелье спереди закрывало зону ключиц, сзади связывалось завязками и уравновешивалось подвеском, свисающим со спины.